# Tonix
Tonix var ett dansband, bildat 1967 i Mönsterås i Sverige, och upplöst i mars 2010. De släppte sitt debutalbum 1971, och 1972 blev Göran Lindberg, sångare i gruppen. Han var medlem fram till 1983, då han gick till Matz Bladhs.
Tonix genombrottslåt blev Flyg din väg som kom ut 1973 och var en svenskspråkig version av poplåten Hideaway. Den hade tidigare framförts av Lena-Maria Gårdenäs i gruppen Sweet Wine, men framfördes ursprungligen av spanska gruppen Pop Tops 1972. 
Sista spelningen genomfördes lördagen den 6 mars 2010 i dansrestaurangen Sandra i Kalmar. En tillfällig återförening gjordes på samma ställe den 16 januari 2016.

## Diskografi

### Album
- Hörru va' e' de' (1970)
- Flyg din väg (1974)
- Vindens melodi (1975)
- Förlåt mig älskling (1975)
- Shang-a-lang (1976)
- Santo Domingo (1977)
- Knockout (1978)
- Kommer tillbaka (1978)
- Darling (1979)
- Hands Up (1981)
- Möt mig i Stockholm (1983)
- Siluetter (1984)
- Ta världen i famn (1986)
- Nattens ögon (1987)
- Bugga loss (1988)
- Tro det om du vill (1990)
- 25-årsjubilerar (1992)
- Samlade hits (1996)
- Kärlekens låga (1999)

## Melodier på Svensktoppen
- Flyg din väg - 1973-1974
- Du är min hela värld - 1978
- Oh Carol - 1979
- Springa omkring - 1979
- Trettifyran - 1981
- Kurragömma - 1986
- Leva kärleken - 1994
- Ge en bukett med röda rosor - 1995
- Arrviderci Napoli - 1995
- Tre små ord - 1997

### Missade listan
- Dröm eller fantasi - 1997

### Medverkan i TV-program
- Lördagsdansen, Kanal 5 Nordic - 17 februari 1996[4]
- Café Norrköping, SVT - 1 februari 1996[5]
- Bingolotto, TV4 Sverige - 17 februari 1996[6]